# Damias cupreonitens
Damias cupreonitens là một loài bướm đêm thuộc phân họ Arctiinae, họ Erebidae.